# Montes Nallamala

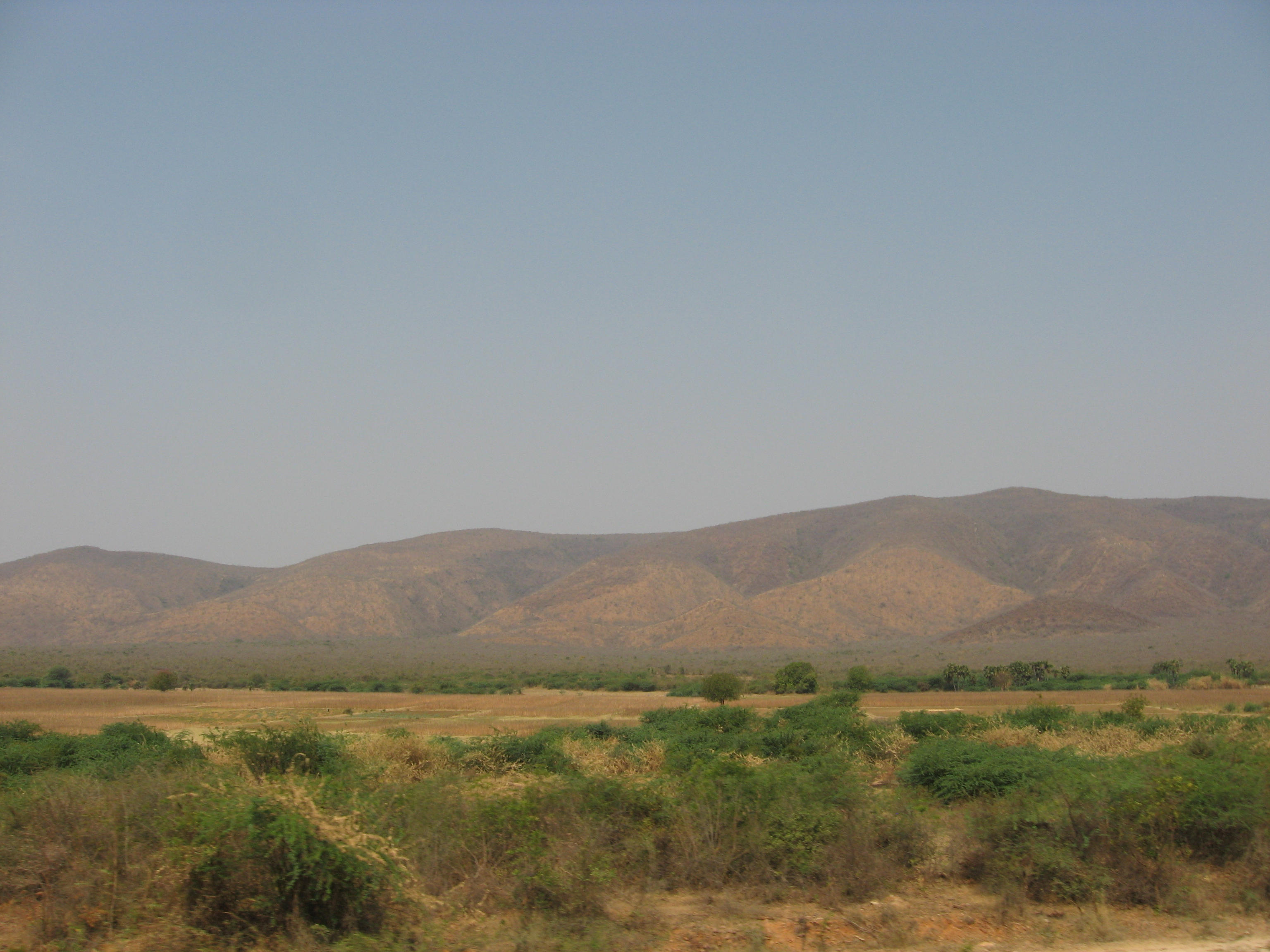
Montes Nallamala.

Os montes Nallamala (em telugu: నల్లమల్ల కొండలు; lit. "montes pretos"), também conhecidos como a cordilheira Nallamala, são uma secção dos Gates Orientais que se estende principalmente pelos distritos de Kurnool, Mahbubnagar, Guntur, Prakasam e Kadapa, no Estado de Andhra Pradesh, Índia.
Os montes Nallamala estão alinhados quase de norte para sul, correndo paralelamente à costa de Coromandel durante quase 430 km, entre os rios Krishna e Pennar. Os seus pontos mais altos localizam-se em Bhairani Konda (1.100 m) e Gundla Brahmeswara (1.048 m).